# Les mutacions
Les mutacions  (títol original: The Freakmaker) és una pel·lícula britànica dirigida per Jack Cardiff, estrenada el 1974. Ha estat doblada al català.

## Argument
Un grup d'estudiants està a punt de ser segrestat per un professor, un científic boig que pretén utilitzar-los com a cobais. El seu objectiu és investigar l'encreuament entre els éssers humans i les plantes.

## Repartiment
- Donald Pleasence: el Professor Nolter
- Tom Baker: Lynch
- Brad Harris: Brian Redford
- Julie Ege: Hedi
- Michael Dunn: Burns
- Scott Antony: Tony
- Jill Haworth: Lauren
- Olga Anthony: Bridget
- Lisa Collings: la prostituta
- Joan Scott: la propietària
- Toby Lennon: Tramp
- John Wireford: El policia
- Eithne Dunne: la infermera
- Tony Mayne: el nan Tony
- Molly Tweedlie: la nana Molly

## Al voltant de la pel·lícula
- Les mutacions és el darrer film dirigit per Jack Cardiff.
- Per al paper del professor Nolter, la producció havia pensat primer de tot amb l'actor Vincent Price, però no aconsegueix tancar un acord amb el seu agent.
- La pel·lícula va sortir a les sales als Estats Units i al Regne Unit amb el títol  The Mutacions , contra la voluntat del productor i guionista Robert D. Weinbach que desitjava titular-la The Freakmaker .